# マリージョーイ
マリージョーイ（欧字名:Marry Joy、1976年5月22日 - 2000年9月7日）は、日本の競走馬、繁殖牝馬。主な勝ち鞍に1980年の金鯱賞、CBC賞。
1979年の毎日杯において、福永洋一の最後の騎乗馬となった馬として知られる。また、小田切有一に馬主としての初勝利と重賞初勝利をともにもたらした馬であり、通算5勝すべてを中京競馬場で挙げた中京巧者でもあった。

## 経歴

### デビュー
馬主の小田切有一が懇意にしていた田中章博が結婚したため、「結婚と喜び」を意味するマリッジとジョイから転じてマリージョーイと命名された。章博の父である田中良平調教師に預けられ、デビューは4歳（現3歳）になった1979年1月21日の中京競馬場の新馬戦で、厩舎所属の山内研二騎乗のもと初戦を勝利で飾った。この勝利は、小田切の馬主としての初勝利でもあった。続く2月の雪割草特別も勝ち、2連勝を決めた。
2月24日、阪神競馬場の条件戦・春蘭賞に、鞍上に福永洋一を迎えて出走したマリージョーイは、1番人気に推されたものの9着に敗れた。クラシック路線への進出を見越して次走に選ばれたのが、のちに悲劇の舞台となった毎日杯であった。

### 毎日杯
3月4日、若干湿った良馬場の阪神競馬場で開催された毎日杯に、福永の乗るマリージョーイは6番人気で出走した。同競走には、その年の菊花賞を制するハシハーミットなどが出走していた。
マリージョーイはスタート直後は中団、その後は最後方に位置取っていた。最後の直線で追い上げようとするマリージョーイの前方でハクヨーカツヒデが先行して脚色の鈍ってきたインタームサシと接触してバランスを崩し、ハクヨーカツヒデ鞍上の斉藤博美が外側に投げ出された。福永はこれを避けようと、馬体を咄嗟に外に持ち出したが、マリージョーイは斉藤と接触して転倒、福永は馬上から大きく放り出され頭部を強打、脳挫傷を起こして再起不能となった。
この事故は、現在でも落馬事故の例として挙げられることがあり、マリージョーイはその競走成績よりも「福永洋一が事故に遭ったときの馬」として語られやすい。

### その後
大事故ながらもマリージョーイ自身は大事に至らず、その後も競走馬としてクラシック路線に出走した。鞍上は仕方なく山内が務めることになった。しかしその成績は芳しくなく、桜花賞では14着、優駿牝馬では出走24頭中最下位となりクラシック路線から脱落、夏に函館競馬場での条件戦に3戦出走するも勝てず、全く冴えない成績のままその年を終えた。
翌年、鞍上を岩元市三に交代し、中京競馬場の三河特別で1年4ヶ月振りの勝利を挙げた。続いて迎えた金鯱賞も優勝し、初の重賞勝ちを収めた。年末のCBC賞にも勝ち、翌年2月の中京記念（12着）を最後に競走生活を引退した。勝利した競走は全て中京競馬場のものであった。
引退後は岡崎牧場で繁殖入りしたが、あまり仔出しは良くなく7頭の産駒しか残せなかった。代表産駒は3勝を挙げ、1991年の優駿牝馬にも出走したトキオアルテミスである。2000年に老衰のため死亡した。24歳。
牝馬ながら馬体重は500kgを越える巨体であり、CBC賞を制した時の馬体重538kgは、重賞を制した牝馬の中では最も重いものである。

## 血統表
| マリージョーイの血統                   | マリージョーイの血統                                                            | マリージョーイの血統                                                            | （血統表の出典）                                                                | （血統表の出典） |
| 父系                                   | テスコボーイ系（プリンスリーギフト系）                                          | テスコボーイ系（プリンスリーギフト系）                                          | テスコボーイ系（プリンスリーギフト系）                                          |                  |
| 父 *テスコボーイ Tesco Boy 1963 黒鹿毛 | 父の父Princely Gift 1951 鹿毛                                                   | Nasrullah                                                                       | Nearco                                                                          | Nearco           |
| 父 *テスコボーイ Tesco Boy 1963 黒鹿毛 | 父の父Princely Gift 1951 鹿毛                                                   | Nasrullah                                                                       | Mumtaz Begum                                                                    |                  |
| 父 *テスコボーイ Tesco Boy 1963 黒鹿毛 | 父の父Princely Gift 1951 鹿毛                                                   | Blue Gem                                                                        | Blue Peter                                                                      | Blue Peter       |
| 父 *テスコボーイ Tesco Boy 1963 黒鹿毛 | 父の父Princely Gift 1951 鹿毛                                                   | Blue Gem                                                                        | Sparkle                                                                         |                  |
| 父 *テスコボーイ Tesco Boy 1963 黒鹿毛 | 父の母Suncourt 1952 黒鹿毛                                                      | Hyperion                                                                        | Gainsborough                                                                    | Gainsborough     |
| 父 *テスコボーイ Tesco Boy 1963 黒鹿毛 | 父の母Suncourt 1952 黒鹿毛                                                      | Hyperion                                                                        | Selene                                                                          |                  |
| 父 *テスコボーイ Tesco Boy 1963 黒鹿毛 | 父の母Suncourt 1952 黒鹿毛                                                      | Inquisition                                                                     | Dastur                                                                          | Dastur           |
| 父 *テスコボーイ Tesco Boy 1963 黒鹿毛 | 父の母Suncourt 1952 黒鹿毛                                                      | Inquisition                                                                     | Jury                                                                            |                  |
| 母 デリラハード 1972 鹿毛              | 母の父*ダイハード Die Hard 1957 栃栗毛                                          | Never Say Die                                                                   | Nasrullah                                                                       | Nasrullah        |
| 母 デリラハード 1972 鹿毛              | 母の父*ダイハード Die Hard 1957 栃栗毛                                          | Never Say Die                                                                   | Singing Grass                                                                   |                  |
| 母 デリラハード 1972 鹿毛              | 母の父*ダイハード Die Hard 1957 栃栗毛                                          | Mixed Blessing                                                                  | Brumeux                                                                         | Brumeux          |
| 母 デリラハード 1972 鹿毛              | 母の父*ダイハード Die Hard 1957 栃栗毛                                          | Mixed Blessing                                                                  | Pot-Pourri                                                                      |                  |
| 母 デリラハード 1972 鹿毛              | 母の母ミスハヤシロ 1964 鹿毛                                                    | *イーグル Eagle                                                                 | Court Martial                                                                   | Court Martial    |
| 母 デリラハード 1972 鹿毛              | 母の母ミスハヤシロ 1964 鹿毛                                                    | *イーグル Eagle                                                                 | Ark Royal                                                                       |                  |
| 母 デリラハード 1972 鹿毛              | 母の母ミスハヤシロ 1964 鹿毛                                                    | デリラ                                                                          | クモハタ                                                                        | クモハタ         |
| 母 デリラハード 1972 鹿毛              | 母の母ミスハヤシロ 1964 鹿毛                                                    | デリラ                                                                          | 第弐フイノラ                                                                    |                  |
| 母系(F-No.)                            | フイノラ系(FN:20-a)                                                             | フイノラ系(FN:20-a)                                                             | フイノラ系(FN:20-a)                                                             | [ § 2 ]          |
| 5代内の近親交配                        | Nasrullah 3×4 = 18.75%、Solario 5×5 = 6.25%、Pharos・Fairway 5×5 = 6.25% (父内) | Nasrullah 3×4 = 18.75%、Solario 5×5 = 6.25%、Pharos・Fairway 5×5 = 6.25% (父内) | Nasrullah 3×4 = 18.75%、Solario 5×5 = 6.25%、Pharos・Fairway 5×5 = 6.25% (父内) | [ § 3 ]          |
| 出典                                   | 1. 2. 3.                                                                        | 1. 2. 3.                                                                        | 1. 2. 3.                                                                        | 1. 2. 3.         |

小田切有一は自分が所有していた馬の仔をよく所有しているが、本馬の仔は初仔のノロノロ（父:ヴァリィフォージュ）だけしか所有していない。本馬の妹ガラスザイクの仔や孫は数多く所有している。